# Хосе Пекерман
Хосе́ Не́стор Пе́керман (на испански: José Néstor Pékerman Krimen), испанско произношение: [xoˈse ˈpekerman]) е бивш аржентински футболист и настоящ треньор по футбол на Колумбия.
Като треньор на Аржентина до 20 е трикратен световен шампион за младежи от първенствата в Катар 1995 г., Малайзия 1997 г. и Аржентина 2001 г.
Също така е двукратен шампион на Южна Америка от първенствата в Чили през 1997 г.  и Аржентина 1999 г. , както и двукратен сребърен медалист на същия турнир от първенствата в Боливия 1995 г. и Еквадор 2001 г.
Води мъжкия състав на „гаучосите“ на Световното първенство през 2006 г.. Сребърен медалист от Купата на конфедерациите през 2005 г. в Германия.
От 2012 г. е треньор на колумбийския национален отбор с който достига до 1/4 финалите на Световното първенство през 2014 г., където губи от Бразилия.
Избран е за Треньор № 1 на Южна Америка за 2012, 2013 и 2014 година.